# Eurovision Song Contest 1978
Il ventitreesimo Gran Premio Eurovisione della Canzone si tenne a Parigi, in Francia, il 22 aprile 1978.

## Storia
Nel 1978, dopo 11 anni, la Danimarca ritornò al concorso, affiancata dalla Turchia, portando il numero di partecipanti a 20.
Israele ha vinto l'Eurovision con la canzone A-Ba-Ni-Bi, che fu eseguita da Izhar Cohen & Alphabeta, e si trasformò in un grande successo in tutta Europa. Quando fu evidente la vittoria di Israele, l'emittente televisiva giordana fermò la diretta, sostenendo che ci furono difficoltà tecniche, e successivamente presentarono la canzone del Belgio come la canzone vincitrice.
Per la prima volta il concorso fu presentato da due persone: Denise Fabré e Léon Zitrone.

## Stati partecipanti

Stati partecipanti
Paesi che hanno partecipato in passato ma non nel 1978

Stati partecipanti
     Paesi che hanno partecipato in passato ma non nel 1978
| Stato                   | Artista                     | Brano                               | Lingua             | Processo di selezione                          |
| ----------------------- | --------------------------- | ----------------------------------- | ------------------ | ---------------------------------------------- |
| Austria                 | Springtime                  | Mrs. Caroline Robinson              | Tedesco            | Interno                                        |
| Belgio                  | Jean Vallée                 | L'amour ça fait chanter la vie      | Francese           | Eurosong 1978, 8 febbraio 1978                 |
| Danimarca               | Mabel                       | Boom Boom                           | Danese             | Dansk Melodi Grand Prix 1978, 25 febbraio 1978 |
| Finlandia               | Seija Simola                | Anna rakkaudelle tilaisuus          | Finlandese         | Euroviisukarsinta 1978, 11 febbraio 1978       |
| Francia (organizzatore) | Joël Prévost                | Il y aura toujours des violons      | Francese           | Finale nazionale, 26 marzo 1978                |
| Germania                | Ireen Sheer                 | Feuer                               | Tedesco            | Finale nazionale, 20 febbraio 1978             |
| Grecia                  | Tania Tsanaklidou           | Charlie Chaplin                     | Greco              | Interno                                        |
| Irlanda                 | Colm C. T. Wilkinson        | Born to Sing                        | Inglese            | National Song Contest 1978, 5 marzo 1978       |
| Israele                 | Izhar Cohen & the Alphabeta | A-Ba-Ni-Bi                          | Ebraico            | Israel Song Festival 1978                      |
| Italia                  | Ricchi e Poveri             | Questo amore                        | Italiano           | Interno                                        |
| Lussemburgo             | Baccara                     | Parlez-vous français?               | Francese           | Finale nazionale                               |
| Norvegia                | Jahn Teigen                 | Mil etter mil                       | Norvegese          | Melodi Grand Prix 1978, 18 marzo 1978          |
| Paesi Bassi             | Harmony                     | 't Is OK                            | Olandese           | Nationaal Songfestival 1978, 22 febbraio 1978  |
| Portogallo              | Gemini                      | Dai li dou                          | Portoghese         | Festival da Canção 1978, 18 febbraio 1978      |
| Principato di Monaco    | Caline & Olivier Toussaint  | Les jardins de Monaco               | Francese           | Interno                                        |
| Regno Unito             | Co-Co                       | The Bad Old Days                    | Inglese            | A Song For Europe 1978, 31 marzo 1978          |
| Spagna                  | José Vélez                  | Bailemos un vals                    | Spagnolo, Francese | Interno                                        |
| Svezia                  | Björn Skifs                 | Det blir alltid värre framåt natten | Svedese            | Melodifestivalen 1978, 11 febbraio 1978        |
| Svizzera                | Carole Vinci                | Vivre                               | Francese           | Concours Eurovision 1978, 18 gennaio 1978      |
| Turchia                 | Nilüfer & Nazar             | Sevince                             | Turco              | Şarkı Yarışması                                |

## Struttura di voto
Ogni paese premia con dodici, dieci, otto e dal sette all'uno, punti per le proprie dieci canzoni preferite.

## Orchestra
Diretta dai maestri: Alyn Ainsworth (Regno Unito), Haris Andreadis (Grecia), Ramon Arcusa (Spagna), Jean Frankfurter (Germania), Alain Goraguer (Francia), Nurit Hirsh (Israele), Daniël Janin (Svizzera), Noel Kelehan (Irlanda), Carsten Klouman (Norvegia), Thilo Krassmann (Portogallo), Jean Musy (Belgio), Helmer Olesen (Danimarca), Richard Österreicher (Austria), Bengt Palmers (Svezia), Yvon Rioland (Monaco), Ossi Runne (Finlandia), Nicola Samale (Italia), Rolf Soja (Lussemburgo), Onno Tunç (Turchia) e Harry van Hoof (Paesi Bassi).

## Classifica
| N° | Stato          | Cantante                    | Canzone                             | Punti | Posizione |
| -- | -------------- | --------------------------- | ----------------------------------- | ----- | --------- |
| 01 | Irlanda        | Colm C. T. Wilkinson        | Born To Sing                        | 86    | 5         |
| 02 | Norvegia       | Jahn Teigen                 | Mil etter mil                       | 0     | 20        |
| 03 | Italia         | Ricchi e Poveri             | Questo amore                        | 53    | 12        |
| 04 | Finlandia      | Seija Simola                | Anna rakkaudelle tilaisuus          | 2     | 18        |
| 05 | Portogallo     | Gemini                      | Dai li dou                          | 5     | 17        |
| 06 | Francia        | Joël Prévost                | Il y aura toujours des violons      | 119   | 3         |
| 07 | Spagna         | José Vélez                  | Bailemos un vals                    | 65    | 9         |
| 08 | Regno Unito    | Co-Co                       | The Bad Old Days                    | 61    | 11        |
| 09 | Svizzera       | Carole Vinci                | Vivre                               | 65    | 9         |
| 10 | Belgio         | Jean Vallée                 | L'amour ça fait chanter la vie      | 125   | 2         |
| 11 | Paesi Bassi    | Harmony                     | 't Is OK                            | 37    | 13        |
| 12 | Turchia        | Nilüfer & Nazar             | Sevince                             | 2     | 18        |
| 13 | Germania Ovest | Ireen Sheer                 | Feuer                               | 84    | 6         |
| 14 | Monaco         | Caline & Olivier Toussaint  | Les jardins de Monaco               | 107   | 4         |
| 15 | Grecia         | Tania Tsanaklidou           | Charlie Chaplin                     | 66    | 8         |
| 16 | Danimarca      | Mabel                       | Boom boom                           | 13    | 16        |
| 17 | Lussemburgo    | Baccara                     | Parlez-vous français?               | 73    | 7         |
| 18 | Israele        | Izhar Cohen & the Alphabeta | A-ba-ni-bi                          | 157   | 1         |
| 19 | Austria        | Springtime                  | Mrs. Caroline Robinson              | 14    | 15        |
| 20 | Svezia         | Björn Skifs                 | Det blir alltid värre framåt natten | 26    | 14        |

12 punti
| N. | A                    | Da                                                            |
| -- | -------------------- | ------------------------------------------------------------- |
| 6  | Israele              | Belgio, Germania, Lussemburgo, Paesi Bassi, Svizzera, Turchia |
| 5  | Belgio               | Francia, Grecia, Irlanda, Principato di Monaco, Regno Unito   |
| 3  | Lussemburgo          | Italia, Portogallo, Spagna                                    |
| 1  | Francia              | Austria                                                       |
| 1  | Germania             | Finlandia                                                     |
| 1  | Irlanda              | Norvegia                                                      |
| 1  | Principato di Monaco | Svezia                                                        |
| 1  | Paesi Bassi          | Israele                                                       |
| 1  | Spagna               | Danimarca                                                     |